# Lee Joo-seung
Lee Joo-seung (en hangul, 이주승; en hanja, 李柱昇; romanización revisada, I Ju-seung), es un actor surcoreano.

## Biografía
Estudió en el departamento de teatro de la Universidad de Seúl.
En abril de 2018 confirmó que estaba saliendo con la actriz Son Eun-seo, sin embargo en febrero de 2020 se anunció que la pareja había terminado.

## Carrera
Es miembro de la agencia Clover Company (클로버컴퍼니).
En noviembre de 2021 se unió al elenco recurrente de la serie Happiness donde dio vida a Andrew, un empleado de la compañía de limpieza, que esconde un obscuro secreto.

## Filmografía

### Series de televisión
| Año  | Título               | Personaje               | Canal   | Notas     | Ref.                 |
| ---- | -------------------- | ----------------------- | ------- | --------- | -------------------- |
| 2021 | Happiness            | Choi Jong-wook (Andrew) | tvN     |           |                      |
| 2023 | El caballero negro   | «Inútil»                | Netflix | Serie web | [ 7 ]                |
| 2023 | Like Flowers in Sand | Jo Seok-hee             | ENA     |           | [ 8 ] [ 9 ]          |
| 2025 | Our Movie            | Lim Jun-byeong          | SBS     |           | [ 10 ] [ 11 ] [ 12 ] |

### Películas
| Año  | Título               | Personaje          | Ref.   |
| ---- | -------------------- | ------------------ | ------ |
| 2008 | A Cheonggyecheon Dog | Min-soo (de joven) |        |
| 2015 | Socialphobia         | Yong-min           |        |
| 2024 | Citizen of a Kind    | Kyeong-cheol       | [ 13 ] |

### Programas de variedades
| Año        | Título       | Función  | Canal | Notas        | Ref.   |
| ---------- | ------------ | -------- | ----- | ------------ | ------ |
| 2021, 2022 | I Live Alone | Invitado | MBC   | Ep. 427, 433 | [ 14 ] |

### Aparición en videos musicales
| Año  | Canción             | Intérpretes    | Notas                        | Ref.  |
| ---- | ------------------- | -------------- | ---------------------------- | ----- |
| 2013 | Be Ambitious        | Dal Shabet     |                              |       |
| 2023 | The Sea That Is You | Park Jung-hyun | Lanzado el 1 de mayo de 2023 | [ 7 ] |

### Teatro
| Año  | Obra          | Personaje                | Notas                                   | Ref.   |
| ---- | ------------- | ------------------------ | --------------------------------------- | ------ |
| 2010 | A Nap         | Han Young-jin (de joven) |                                         |        |
| 2022 | Vincent River | Davy                     | Del 19 de julio al 2 de octubre de 2022 | [ 15 ] |
| 2023 | Theveland     |                          | Estrenada el 28 de junio de 2023        | [ 7 ]  |

## Premios y nominaciones
| Año  | Premios                                | Categoría                               | Papel        | Resultado | Ref.   |
| ---- | -------------------------------------- | --------------------------------------- | ------------ | --------- | ------ |
| 2013 | 39th Seoul Independent Film Festival   | Estrella independiente                  | Shuttlecock  | Ganador   |        |
| 2014 | 23rd Buil Film Awards                  | Mejor actor revelación                  | Shuttlecock  | Ganador   | [ 16 ] |
| 2014 | 13th Mise-en-scène Short Film Festival | Premio especial del jurado para actores | Sabra        | Ganador   |        |
| 2016 | 3rd Wildflower Film Awards             | Mejor actor                             | Socialphobia | Nominado  |        |
| 2022 | 2022 MBC Entertainment Awards          | Mejor novato en variedades              | I Live Alone | Nominado  | [ 17 ] |